# Bathropsis basalis
Bathropsis basalis är en tvåvingeart som beskrevs av Charles Howard Curran 1930. Bathropsis basalis ingår i släktet Bathropsis och familjen rovflugor.
Artens utbredningsområde är Panama. Inga underarter finns listade i Catalogue of Life.